# سد ماراتون
سد ماراتون (به لاتین: Marathon Dam) یک سد وزنی در یونان است که در ماراتن (یونان) واقع شده‌است.